# Ruumissaari (ö i Mellersta Österbotten, Kaustby, lat 63,46, long 24,13)
Ruumissaari är en halvö i Finland. Den ligger i sjön Halsuanjärvi och i kommunen Halso i den ekonomiska regionen  Kaustby ekonomiska region  och landskapet Mellersta Österbotten, i den centrala delen av landet, 400 km norr om huvudstaden Helsingfors.